# 多迪奇峰

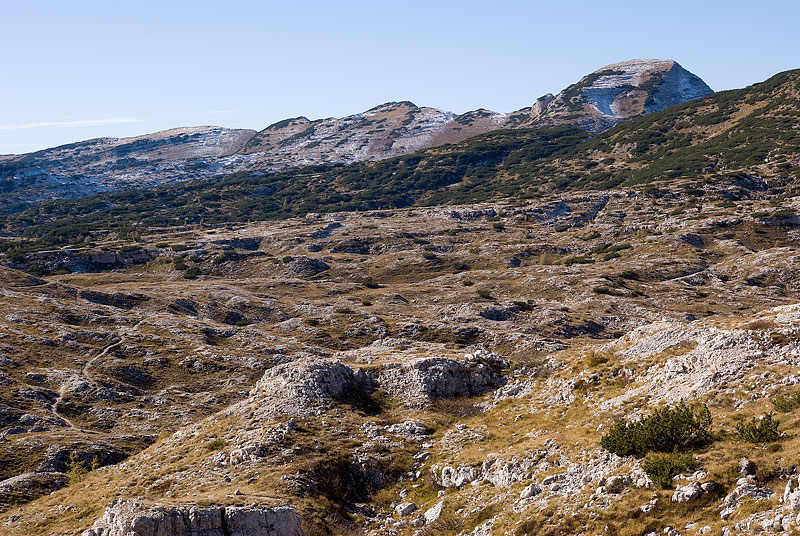

多迪奇峰（義大利語：Cima XII），是意大利的山峰，位於該國北部，由威尼托大區負責管轄，屬於威尼斯前阿爾卑斯山脈的一部分，海拔高度2,336米，人類在1864年9月28日首次登上該山峰。